# Łagiewniki (powiat wieluński)

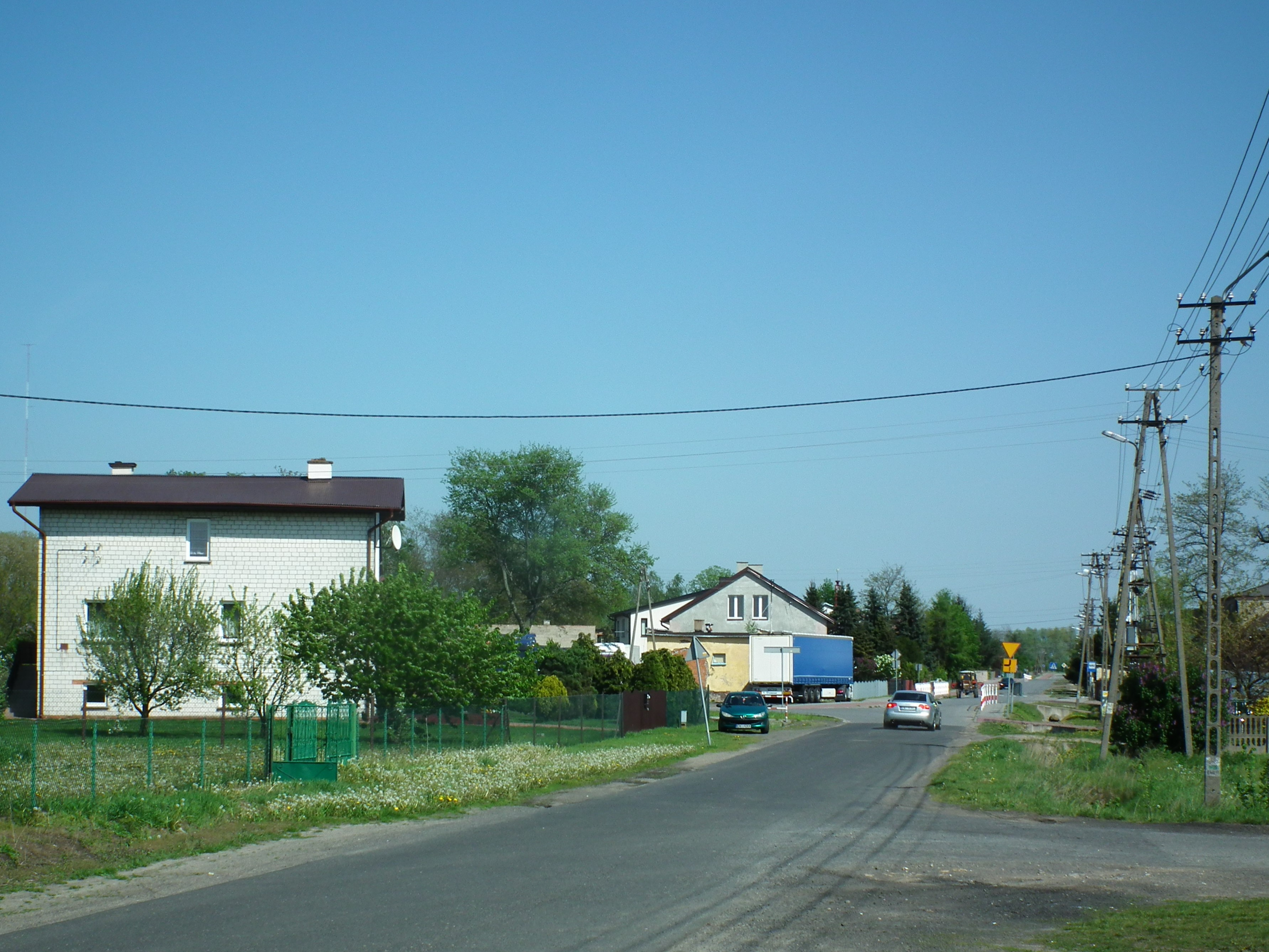
Fragment wsi

Łagiewniki – wieś w Polsce położona w województwie łódzkim, w powiecie wieluńskim, w gminie Czarnożyły. Położona w odległości 8 km od Wielunia w kierunku płn.-zach.

## Części wsi
| SIMC    | Nazwa     | Rodzaj    |
| ------- | --------- | --------- |
| 0701620 | Leonów    | część wsi |
| 0701636 | Wądoły    | część wsi |
| 0701642 | Weteranów | część wsi |

## Nazwa
Miejscowość historycznie należy do ziemi wieluńskiej. Ma metrykę średniowieczną i istnieje co najmniej od XV wieku. Wymieniona została w 1412 w dokumencie zapisanym w języku łacińskim jako Lagewnyky, Lagywnyky 
Nazwa pochodzi od określenia łagiewnik, czyli mieszkańca wsi służebnej, której ludność zajmowała się dawniej wyrobem łagwi – naczyń służących do transportowania, przechowywania oraz picia różnych napojów. Były to naczynia klepkowe tworzone z drewna, określenie łagiewnik jest średniowiecznym określeniem bednarza, który obecnie wykonuje tą metodą beczki. W średniowieczu produkowano z klepek także inne pojemniki, np. wiadra, a nawet naczynia takie jak kubki, misy czy talerze. Według historyków łagiewnicy zajmowali się również wytwarzaniem oraz dostarczaniem napojów na dwory królewskie lub książęce. Warzyli piwo oraz sycili miód prawdopodobnie będąc także słodownikami, piwowarami lub miodowarami. W Polsce istnieje wiele lokalizacji lub miejscowości noszących tę historyczną nazwę.
Z nazwy tej wnioskować można, że była to osada służebna kasztelanii rudzkiej.

## Historia
Pierwsze pisane wzmianki o Łagiewnikach pochodzą z 1412 r.
Miejscowość wspomniały historyczne dokumenty prawne, własnościowe i podatkowe. Dawniej była wsią duchowną należącą do kleru. W dokumencie z 1511 r. odnotowana została dziesięcina pobierana we wsi z 3,5–4,5 łana. Arcybiskupowi mieszkańcy płacili z każdego łanu po 1 wiardunku oraz mierze żyta i owsa. Ludność wolna uiszczała wówczas po 6 groszy czynszu. W 1518 r. odnotowano w miejscowości 6,5 łana. W 1552 – 25 kmieci, 0,5 łana wolnego, 0,5 łana posiadał miejscowy sołtys, a z drugiej części ról sołtysich powstał wtedy folwark. W 1553 r. dokumenty odnotowały część wsi liczącą 10 łanów i należącą do Liskorskich, 1,4 łana była wolna, a 0,5 łana była własnością sołtysa. W 1520 r. 2 łany należała do plebana, we wsi zamieszkiwali zarówno zagrodnicy jak również chałupnicy 
Miejscowość jako Łagiewniki, wieś nad strumieniem Wołodoły, leżącą w powiecie wieluńskim, w gminie Wydrzyn, parafii Raczyn, wymienia XIX wieczny Słownik geograficzny Królestwa Polskiego. W 1805 r. Ignacy Ostrowski dziedzic wsi, dokonał przebudowy miejscowego, drewnianego kościoła. W 1827 r. w miejscowości znajdowało się 46 domów zamieszkanych przez 350 mieszkańców. W 1884 r. wieś podzielona była na cztery części: pierwsza liczyła 36 domów ze 186 mieszkańcami, druga 39 domów i 217 mieszkańców, w folwarku stały 4. domy zamieszkane przez 72 osoby, do wsi przylegała także osada karczmarska z 1 domem i 7. mieszkańcami. Według danych Towarzystwa Kredytowego Ziemskiego w Królestwie Polskim folwark Łagiewniki liczył pod koniec XIX wieku 618 morg w tym 506 morg gruntów ornych, 89. morg łąk, 4 morgi pastwisk, 3. morgi wód, 16 morgi nieużytków i placów. Znajdowały się w nim również 3 murowane budynki, 10 budynków z drzewa oraz wiatrak. W miejscowości pod koniec XIX wieku działała także jednoklasowa szkoła początkowa.
W czasie okupacji niemieckiej Zygmunt, Stefan Mikołajczyk oraz Helena Nowak (z domu Mikołajczyk) udzielili pomocy Żydom Jakubowi i Adeli (z domu Berkowicz) Jabłońskim. W 1997 roku Instytut Jad Waszem podjął decyzję o przyznaniu członkom rodziny Mikołajczyków tytułów Sprawiedliwych wśród Narodów Świata.
W latach 1954-1957 wieś należała i była siedzibą władz gromady Łagiewniki, po jej zniesieniu w gromadzie Czarnożyły. W latach 1975–1998 miejscowość należała administracyjnie do województwa sieradzkiego.

## Zabytki
We wsi drewniany kościółek Ścięcia św. Jana Chrzciciela, wystawiony w 1623 r. (na miejscu poprzedniego z XV w.) kosztem Jana Brodnickiego, dziedzica wsi, na miejscu wcześniejszego kościoła, stojącego przy drodze do Raczyna. W 1805 r. dziedzic Ignacy Ostrowski polecił przenieść ten kościółek na obecne miejsce. Z wyposażenia na uwagę zasługują: gotycka rzeźba Chrystusa z 1 poł. XV w., krucyfiks na belce tęczowej oraz XVII-wieczne obrazy w ołtarzach. Jest to kościół filialny parafii w Raczynie.
Dawny dwór z przełomu XVIII/XIX w., otoczony reliktami parku, funkcjonuje obecnie jako szkoła. Na cmentarzu mogiła poległego 1 września 1939 r. nieznanego żołnierza 15 pp „Wilków” z Dęblina.
Według rejestru zabytków Narodowego Instytutu Dziedzictwa na listę zabytków wpisany jest obiekt:
- kościół filialny pw. św. Jana Chrzciciela, drewniany, 1623, nr rej.: 307 z 30.12.1967

## Urodzeni w Łagiewnikach
- Józef Cichecki – polski działacz społeczny i samorządowy, działacz Armii Krajowej, burmistrz Pruszkowa (1919-1934) i Wołomina (1934-1942)[10].